# Elios-Studios
Elios-Studios ist der Name eines Filmstudios östlich von Rom, westlich von Tivoli an der Via Tiburtina. In den Außen- und Innensets der Elios-Studios wurden u. a. eine Vielzahl von Italo-Western produziert. Das Filmstudio war bis Mitte der 1980er-Jahre in Betrieb.
Auswahl der in den Elios-Studios produzierten Filme:
- Johnny Oro (1965)
- Django (1966)
- Zwei glorreiche Halunken (1966)
- Django – Die Geier stehen Schlange (1966)
- Blaue Bohnen für ein Hallelujah (1967)
- Leichen pflastern seinen Weg (1968)
- Sabata (1969)
- Satan der Rache (1969)
- Django – Die Nacht der langen Messer (1970)
- Ein Fressen für Django (1971)
- Keoma – Das Lied des Todes (1976)

Weitere römische Filmstudios sind Cinecittà sowie die Laurentiis-Studios.